# Gornja Orovica
Gornja Orovica (Servisch cyrillisch Горња Оровица) is een plaats in de Servische gemeente Ljubovija. De plaats telt 415 inwoners (2002).